# Fenyvesi Félix Lajos
Fenyvesi Félix Lajos (Hódmezővásárhely, 1946. január 31. –) magyar költő, újságíró.

## Élete
Fenyvesi László és Berta Julianna gyermekeként született.
Középiskolai tanulmányait a Bethlen Gábor Református Gimnáziumban végezte. Egyetemi tanulmányait a Szegedi Tudományegyetemen járta ki.
1966-1972 között könyvesbolti eladóként dolgozott. 1972-1987 között a hódmezővásárhelyi Petőfi Művelődési Központ népművelője volt. 1988-ban a Csongrád Megyei Moziüzemi Vállalat népművelője volt.
Nős, felesége Bárándi Ágnes.

## Művei
- Szívverések (versek, 1979)
- A sárkányrepülő (versek, 1988)
- 1956 (versek, 1989)
- Muzsikáló kristályerdő (gyermekversek, 1992)
- Időmalom (versek, 1994)
- Isten és ember (prózai írások, 1997)
- Vásárhelyi képírók; LAZI, Szeged 2003
- Írott kő; Kráter Műhely Egyesület, Pomáz, 2003
- Égig érő szélmalom. Mesék, versek; Littera Nova, Bp., 2005
- József Attila-énekek (vers, próza, 2005)
- Fekete-arany ősz (versek, novellák, esszék, riportok, 2006)
- Egy régi templomra. Istenes versek; Luther, Bp., 2010
- A csukott ablak; Napkút, Bp., 2012
- Hódolat W. S. mesternek (versek, esszék, riportok, 2013)
- Arcok örökidőben. Huszonkilenc beszélgetés 1956-ról; Napkút, Bp., 2016
- Századforgó. Prózai írások; Cédrus Művészeti Alapítvány–Napkút, Bp., 2016
- Októberi zsoltár. Luther 500; Napkút, Bp., 2017

## Díjai, elismerései
- Ezüstgerely díj, III. díj (Müron: A diszkoszvető c. vers)[1]